# Titularerzbistum Pedachtoë
Pedachtoë (ital.: Pedactoe) ist ein Titularerzbistum der römisch-katholischen Kirche.
Es geht zurück auf ein antikes und byzantinisches Bistum in der spätantiken römischen Provinz Armenia minor in der heutigen östlichen Türkei.
| Titularerzbischöfe von Pedachtoë |                             |                                                                 |               |                 |
| Nr.                              | Name                        | Amt                                                             | von           | bis             |
| 1                                | Krikor Hindié               | Alterzbischof von Aleppo (Syrien)                               | 10. Mai 1952  | 17. April 1962  |
| 2                                | Hilaire Marie Vermeiren MSC | Alterzbischof von Coquilhatville (Demokratische Republik Kongo) | 8. April 1963 | 18. August 1967 |